# Aéroport international de Diyarbakır
L'aéroport international de Diyarbakır (en turc : Diyarbakır Oğuzeli Uluslararası Havalimanı ; code AITA : DIY • code OACI : LTCC) est un aéroport international situé à Diyarbakır, dans le sud-est de la Turquie. Il a ouvert en 1952. En 2018, il s'agit du douzième plus grand aéroport turc en nombre de passagers.

## Galerie

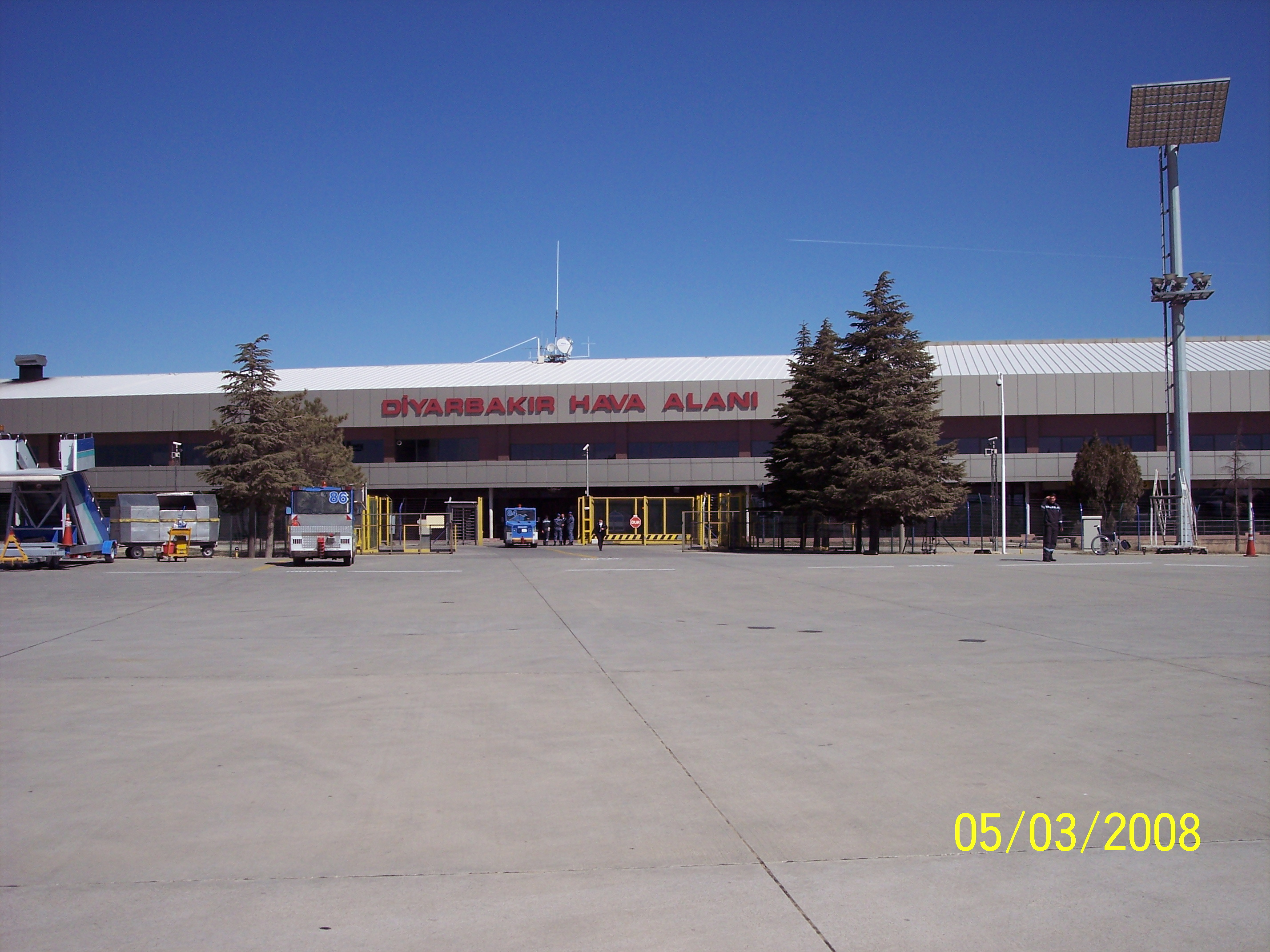
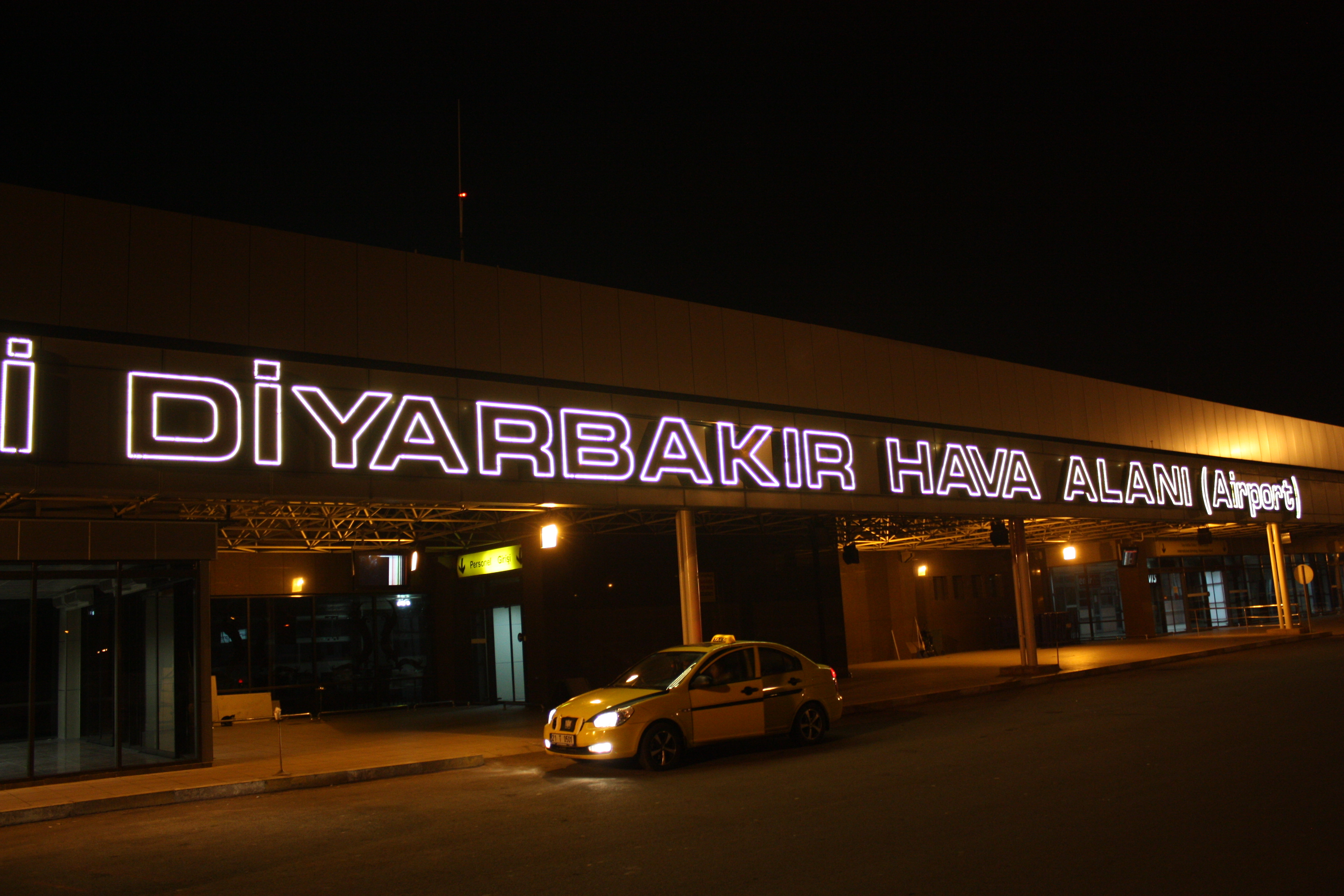
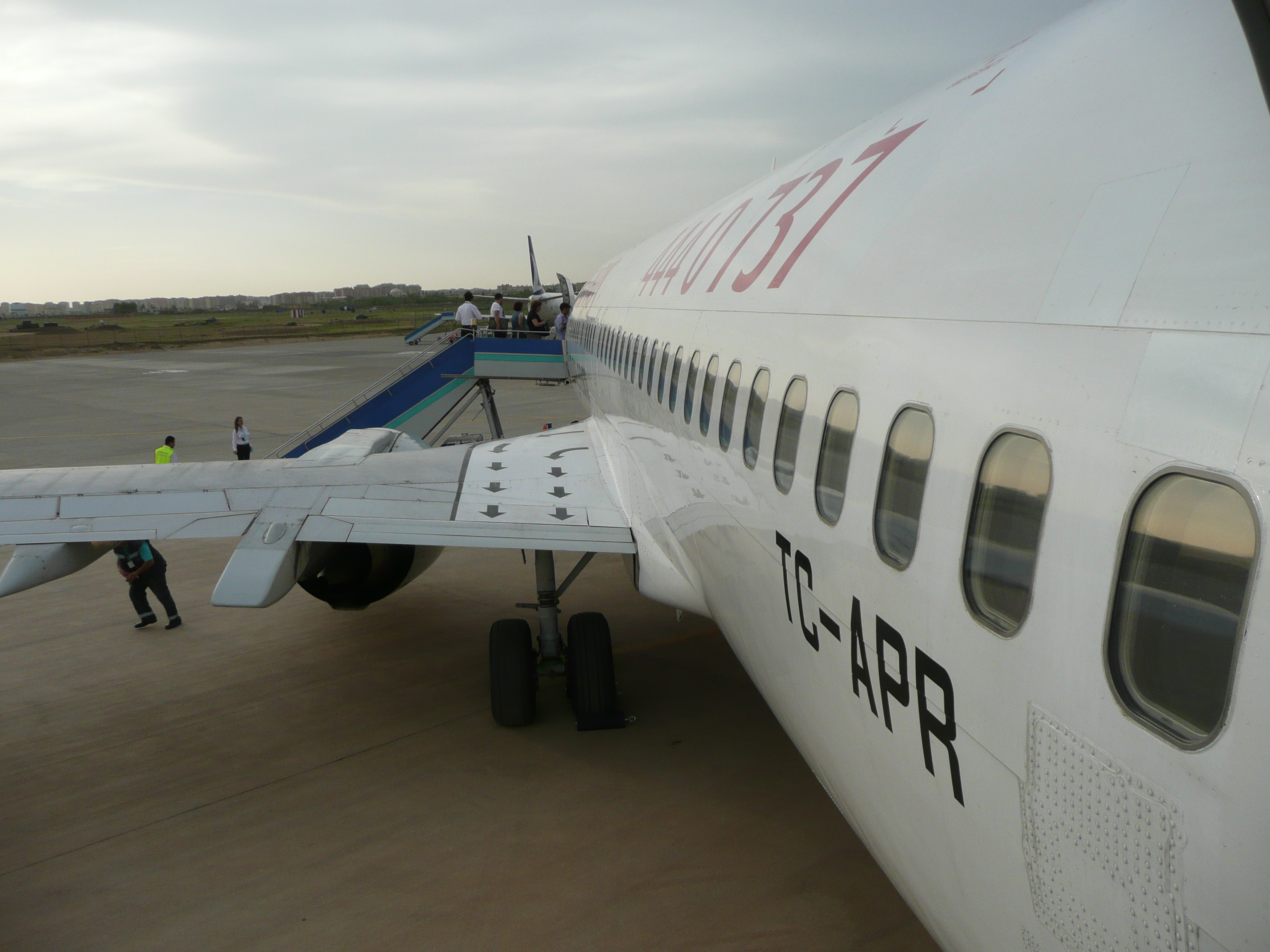
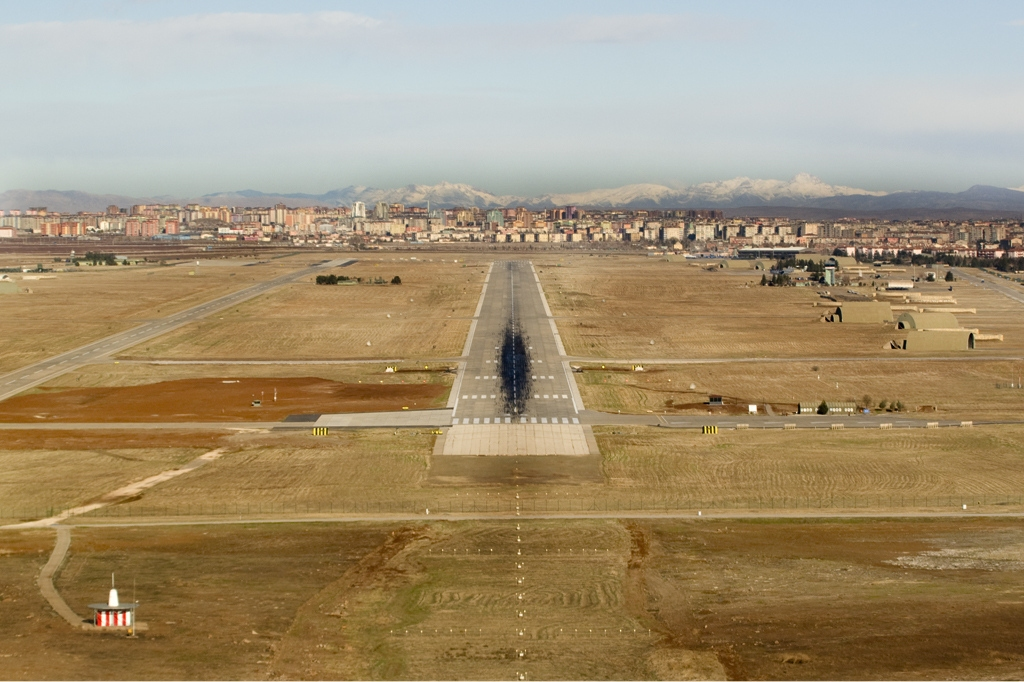
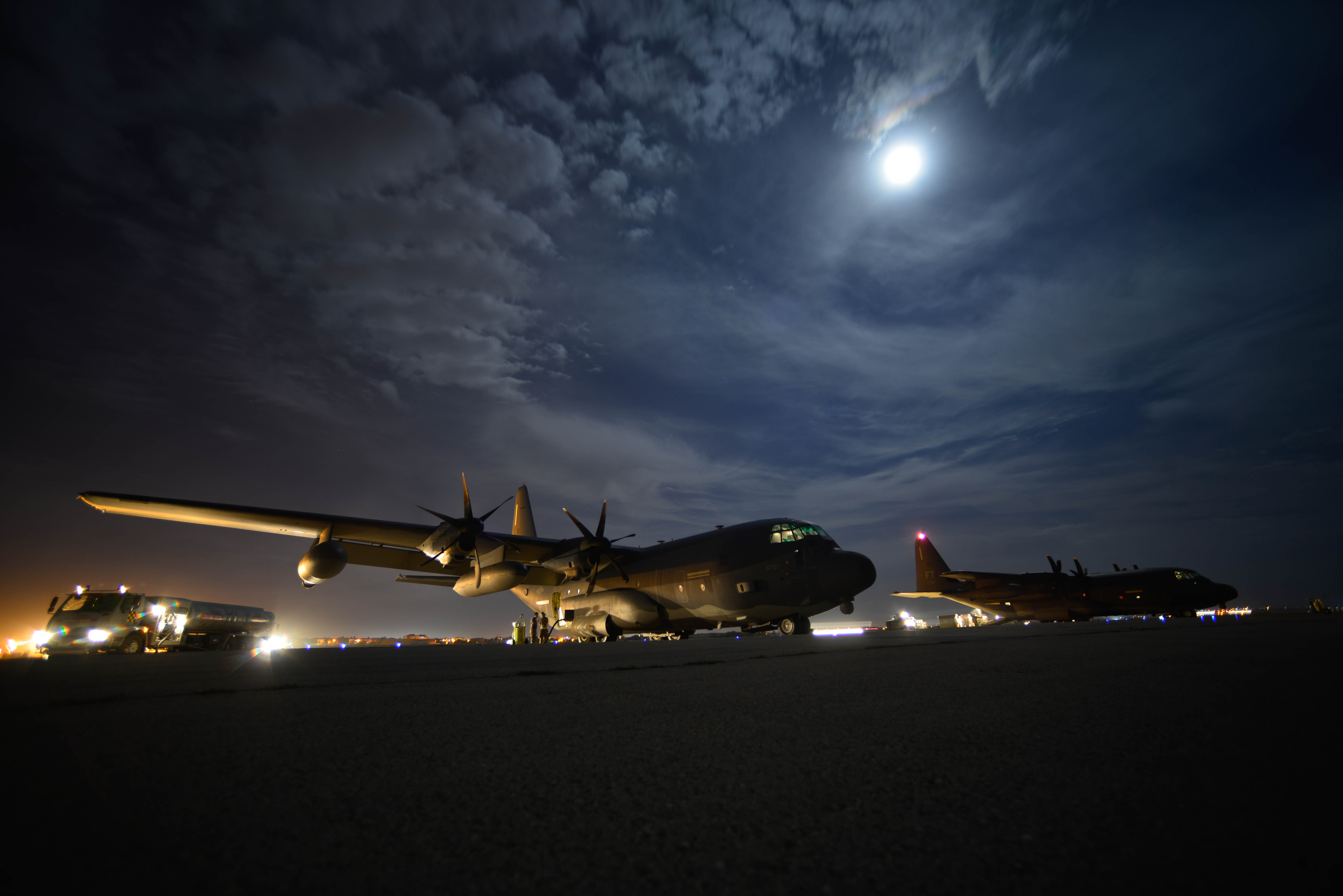

## Situation
| Adana Ankara Antalya Antioche Bodrum-Milas Dalaman Denizli Elâzığ Istanbul Sabiha-Gökçen Izmir Trabzon / Trébizonde Gaziantep Diyarbakır Kayseri Samsun Van Erzurum Konya Gazipaşa Malatya |

| Adana Ankara Antalya Antioche Bodrum-Milas Dalaman Denizli Elâzığ Istanbul Sabiha-Gökçen Izmir Trabzon / Trébizonde Gaziantep Diyarbakır Kayseri Samsun Van Erzurum Konya Gazipaşa Malatya |

## Statistiques de fréquentation
Pour des raisons techniques, il est temporairement impossible d'afficher le graphique qui aurait dû être présenté ici.

Voir la requête brute et les sources sur Wikidata.

## Compagnies aériennes et destinations
| Compagnies        | Destinations                                                                                      |
| ----------------- | ------------------------------------------------------------------------------------------------- |
| AJet              | Ankara Esenboğa, Erbil, Istanbul-S. Gökçen, Yenişehir                                             |
| Corendon Airlines | En saison: Hanovre                                                                                |
| Pegasus Airlines  | Ankara Esenboğa, Ercan, Istanbul-S. Gökçen, Izmir-A. Menderes                                     |
| SunExpress        | Antalya, Izmir-A. Menderes En saison: Düsseldorf, Francfort, Hanovre, Stuttgart, Vienne-Schwechat |
| Turkish Airlines  | Istanbul En saison: Düsseldorf                                                                    |

Edité le 24/05/2023
| Année | Intérieur | Évolution | Extérieur | Évolution | Total     | Évolution |
| ----- | --------- | --------- | --------- | --------- | --------- | --------- |
| 2018  | 1 991 569 | 1 %       | 52 198    | −30 %     | 2 043 767 | −0,5 %    |
| 2017  | 1 979 021 | 2 %       | 74 181    | 125 %     | 2 053 202 | 4 %       |
| 2016  | 1 945 097 | −7 %      | 32 920    | 118 %     | 1 978 017 | −6 %      |
| 2015  | 2 085 114 | 16 %      | 15 087    | −7 %      | 2 100 201 | 16 %      |
| 2014  | 1 796 067 | 1 %       | 16 141    | 2 %       | 1 812 208 | 1 %       |
| 2013  | 1 782 827 | 40 %      | 15 826    | 4 %       | 1 798 653 | 40 %      |
| 2012  | 1 270 613 | −26 %     | 15 211    | −20 %     | 1 285 824 | −26 %     |
| 2011  | 1 714 423 | 23,3 %    | 18 951    | 31,4 %    | 1 733 374 | 23,4 %    |
| 2010  | 1 390 165 | 32,5 %    | 14 425    | 25,4 %    | 1 404 590 | 32,5 %    |
| 2009  | 1 048 875 | 10,4 %    | 11 506    | −33,9 %   | 1 060 381 | 9,6 %     |
| 2008  | 949 668   | 7,8 %     | 17 420    | 21,4 %    | 967 088   | 8 %       |
| 2007  | 881 278   | -         | 14 347    | -         | 895 625   | -         |

## Autour de l'aéroport
- En 2012, une Américaine d'origine arménienne, Zuart Sudjian, affirme que le terrain sur lequel l'aéroport a été construit appartenait à la famille de sa mère, les Basmajian, avant le génocide de 1915. Elle intente un procès contre la Turquie pour obtenir la restitution de ces terres. L'affaire est toujours en cours[4].
- Le 28 août 2016, peu après minuit, l'aéroport est la cible de tirs de roquette par des militants supposés du Parti des travailleurs du Kurdistan. Aucune victime n'est à déplorer[5].